# Teodora Giebułtowska
Teodora Giebułtowska, por matrimonio Matejkowa (1846-25 de agosto de 1896, Cracovia), fue la esposa del pintor polaco Jan Matejko.
Hija de Antoni Giebułtowski y Paulina Sikorska, provenía de la familia Giebułtowski, amigos de la familia de su futuro marido. El 21 de noviembre de 1864 se casó con el pintor polaco Jan Matejko. Después de su matrimonio, se trasladó a Cracovia; tuvo cinco hijos: Tadeusz, Helena, Beata, Jerzy y Regina. Enviudó en 1893. Matejkowa enfermó de diabetes, y en los últimos años de enfermedad mental. A menudo fue modelo para su marido en diversos cuadros, sobre todo como Bona Sforza o Bárbara Radziwiłł.